# Bateau-dragon (discipline)
 (mai 2021).
Si vous disposez d'ouvrages ou d'articles de référence ou si vous connaissez des sites web de qualité traitant du thème abordé ici, merci de compléter l'article en donnant les références utiles à sa vérifiabilité et en les liant à la section « Notes et références ».
 (mai 2021).
La mise en forme du texte ne suit pas les recommandations de Wikipédia : il faut le « wikifier ».
Les points d'amélioration suivants sont les cas les plus fréquents. Le détail des points à revoir est peut-être précisé sur la page de discussion.
- Les titres sont pré-formatés par le logiciel. Ils ne sont ni en capitales, ni en gras.
- Le texte ne doit pas être écrit en capitales (les noms de famille non plus), ni en gras, ni en italique, ni en « petit »…
- Le gras n'est utilisé que pour surligner le titre de l'article dans l'introduction, une seule fois.
- L'italique est rarement utilisé : mots en langue étrangère, titres d'œuvres, noms de bateaux, etc.
- Les citations ne sont pas en italique mais en corps de texte normal. Elles sont entourées par des guillemets français : « et ».
- Les listes à puces sont à éviter, des paragraphes rédigés étant largement préférés. Les tableaux sont à réserver à la présentation de données structurées (résultats, etc.).
- Les appels de note de bas de page (petits chiffres en exposant, introduits par l'outil «  Source ») sont à placer entre la fin de phrase et le point final[comme ça].
- Les liens internes (vers d'autres articles de Wikipédia) sont à choisir avec parcimonie. Créez des liens vers des articles approfondissant le sujet. Les termes génériques sans rapport avec le sujet sont à éviter, ainsi que les répétitions de liens vers un même terme.
- Les liens externes sont à placer uniquement dans une section « Liens externes », à la fin de l'article. Ces liens sont à choisir avec parcimonie suivant les règles définies. Si un lien sert de source à l'article, son insertion dans le texte est à faire par les notes de bas de page.
- La présentation des références doit suivre les conventions bibliographiques. Il est recommandé d'utiliser les modèles {{Ouvrage}}, {{Chapitre}}, {{Article}}, {{Lien web}} et/ou {{Bibliographie}}. Le mode d'édition visuel peut mettre en forme automatiquement les références.
- Insérer une infobox (cadre d'informations à droite) n'est pas obligatoire pour parachever la mise en page.

Pour une aide détaillée, merci de consulter Aide:Wikification.
Si vous pensez que ces points ont été résolus, vous pouvez retirer ce bandeau et améliorer la mise en forme d'un autre article.
Pour les articles homonymes, voir Bateau-dragon.
Le bateau-dragon est un sport nautique d'équipe qui utilise un type de pirogue appelé aussi bateau-dragon. Les bateaux-dragons  de classe internationale qui sont plus petits que les modèles traditionnels pour des raisons de coûts de transports, embarquent 22 personnes dont 20 pagayeurs.

## Équipage
L'équipage comprend les 20 pagayeurs (paddlers), le batteur (drummer) et le barreur (steerer).
- Les pagayeurs:

Ils sont assis deux par deux, côte à côte, sur chacune des 10 rangées de sièges, dans le sens du mouvement du bateau.
Les pagayeurs sont placés dans le bateau en tenant compte de plusieurs critères:
À l'avant du bateau, là où les places sont plutôt étroites, on place les petits et légers gabarits. Ceci permet du même coup, de garder la proue du bateau relevée et réduire la résistance. Ces pagayeurs doivent avoir une très bonne synchronisation car ce sont eux qui donnent le rythme à tout le reste du bateau. On les appelle les "pacers". Une bonne technique et une bonne endurance sont aussi nécessaires.
Les places du milieu du bateau sont réservées aux plus grands et plus forts pagayeurs. C’est là qu’ils seront le plus à leur aise. Cela permet aussi de garder le bateau équilibré. On les surnomme "engine room".
Les places à l’arrière du bateau sont occupées par différents types de pagayeurs. Souvent, les moins bons pagayeurs sont aussi placés à 
l’arrière, mais du fait de la vitesse et de la turbulence de l’eau à l’arrière, leur contribution peut parfois être peu perceptible. Idéalement, de bons techniciens sachant garder le rythme en tout temps sont nécessaires à cet endroit.
Les pagayeurs capables de pagayer à droite et à gauche sont particulièrement appréciés car ils peuvent être placés plus librement ce qui facilite l'équilibrage du bateau.
- Le batteur:

Placé à l'avant du bateau, il peut utiliser le tambour afin de battre la cadence. Lors des courses, habituellement les équipes n'utilisent pas le tambour et utilise plutôt leur voix afin d'éviter un mélange avec les autres équipes. Habituellement, le batteur va répéter les commandes du barreur afin de s'assurer que les pagayeurs à l'avant ont bien compris les commandes. Plus petit et léger est le batteur, moins de poids sera ajouté au bateau.
- Le barreur:

Placé à l'arrière du bateau, il est responsable de garder la ligne de course. Lors des courses longues distances, il est même possible qu'il ait à faire un ou des virages (à tous les 500 ou 1 000 m dépendant de la longueur du bassin).

## Équipement
L'équipement comprend une pagaie et une veste de flottaison (VFI). Certains accessoires comme un coussin fessier (Butt Pad) et un gant sont couramment utilisés même s'ils ne sont pas absolument nécessaires. À cette liste, on peut aussi ajouter des lunettes de soleil (avec élastique) ainsi qu'une gourde d'eau d'au moins 700ml (par heure d'entraînement).
- La pagaie :

Longueur (d'après les spécifications officielles): entre 1,05 m (41.34") et 1,30 m (51,18").
Les tailles de pagaies sont indiquées en pouces et se déclinent donc de 41" à 51".
À noter, d'après les spécifications, que la pagaie doit être conçue pour résister pendant au moins 3 ans d'utilisation intensive par un pagayeur mâle puissant, s'entraînant 200 minutes par semaine, 50 semaines par an.
Il n'y a aucune restriction concernant le matériau utilisé, donc aucun poids minimum. Les matériaux les plus employés sont le bois, la fibre de verre et la fibre de carbone ou une combinaison des trois. L'aluminium et le plastique peuvent aussi être employés pour le bas de gamme. Le bois, bien qu'esthétique, léger et rigide, est plus fragile que les autres, en bout de pale, notamment.
- La veste de flottaison (VFI):

La veste de flottaison est un dispositif de flottaison conçu de manière à garder la tête d’un utilisateur conscient hors de l’eau dans des conditions calmes et à l’aider à sortir d’une eau agitée. Contrairement à un gilet de sauvetage (conçu pour permettre de retourner une personne inconsciente sur le dos pour garder sa tête hors de l'eau et proposé dans les couleurs rouge, orange ou jaune uniquement), la veste de flottaison allie confort, style et souplesse. Comme elle doit être portée en tout temps sur l’eau, un bon ajustement est donc nécessaire. Le choix d'une coupe non encombrante donnant une grande liberté de mouvement s'impose. Certaines vestes sont conçues spécialement pour les femmes.
- Le coussin fessier:

C'est un élément de confort. Il doit être de préférence imperméable et surtout bien fixé sur le banc pour éviter le glissement en avant.
- Le gant:

Un seul gant suffit couvrant juste la paume de la main. Il permet d'assurer une prise ferme sur le manche de la pagaie.
La tenue vestimentaire recommandée comprend un t-shirt et un short (quick-dry de préférence) ainsi que des sandales ou autres chaussures imperméables.

## Historique

### Origines

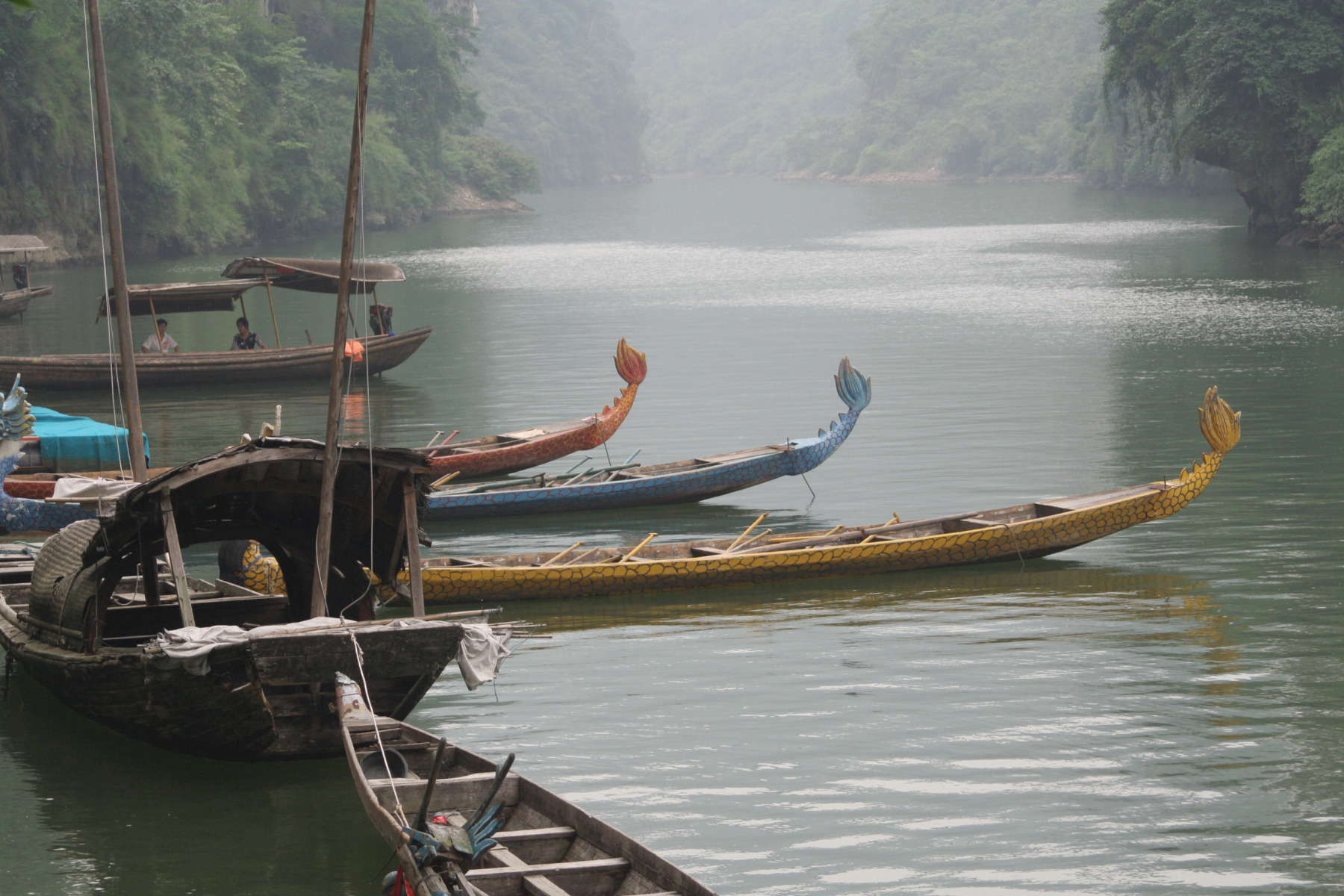
Bateaux-dragons dans le Hubei, près du Barrage des Trois-Gorges (2008)

Les origines du Bateau-dragon remontent à la même époque que la Grèce antique et les tout premiers jeux olympiques (des centaines d'années av. J.-C.).
En Chine, sur les rives du Yangzi Jiang, vers le début de la saison des grandes chaleurs et des épidémies, on célébrait par un rite, le réveil du très vénéré dieu dragon en hibernation, maître des rivières et des mers, faiseur de nuages et de pluie afin d'assurer des récoltes abondantes et de conjurer les maladies. Ce rite incluait des combats de bateaux où la noyade de certains participants étaient considérée comme un sacrifice.
Une légende raconte que Qu Yuan, poète et ministre estimé, se suicida pour protester contre la corruption de son époque. Depuis ce jour, il est de coutume de commémorer cette tragédie par des courses de bateau-dragon.

### Évolution du sport
Depuis le début des années 80, la course de bateau-dragon a reçu un écho très favorable partout à travers le monde et s'est développée comme un sport international moderne[réf. nécessaire]. C'est un sport qui connaît une des plus fortes croissances au monde. La Fédération internationale de bateau-dragon (IDBF) regroupe en 2019 plus de 70 fédérations nationales. C'est un des sports d'équipe le plus pratiqué au monde avec plus de 60 millions d'adeptes.[réf. nécessaire]
Ce sport est reconnu pour l'esprit de camaraderie qu'il procure ce qui le rend très populaire auprès des corporations et communautés.
Les premières régates en France eurent lieu en région parisienne à Enghien-les-Bains en 1996 et 1997 avec les premiers challenges Universités/Entreprises de la discipline et près de 30 équipages engagés venus de différentes régions de France. En 2002 et 2003 de nouvelles régates universitaires avec la Dragon Cup se déroulent au château de Sceaux puis le premier Festival International des Bateaux Dragons de Paris en 2003 est organisé sur le bassin de la Villette.[réf. nécessaire]
La première Coupe de France a vu le jour en 2009. Il y a deux catégories : mixte senior et mixte jeune. Les équipes se rencontrent sur quatre manches avant la finale (Vaulx-en-Velin, Belfort, Rouen, Gérardmer pour l'édition 2009) et sur trois distances, le 2000M le 500M et le 200M. La finale 2009 s'est déroulée sur le lac d'Annecy, amenant à se confronter dix équipes de clubs, l'équipe d'Annecy remporte le 2000M, le 500M et le 200M devant des équipes telles que Besançon, Gérardmer ou Vaulx-en-Velin.[réf. nécessaire]

## Compétition

### Épreuves et catégories
- Les épreuves disputées en compétition internationales sont habituellement le 250 m (ou 200 m), le 500 m et le 1 000 m.

Certaines compétitions proposent aussi des épreuves spéciales de 100 m ou 2 000 m et parfois même aussi de 10 000 m.
- Typiquement, les cadences varient de 60 à 100 coups de pagaie par minute et un 500 m est complété en 2 minutes 20 secondes (approx 12 km/h).

- Les catégories peuvent être open, mixte (+ 8 femmes), femmes et hommes. Cela dit, beaucoup de festivals proposent d'autres catégories comme débutants (rookies), juniors (18 ans et-), seniors (+55 ans) et communautaires (clubs sociaux, survivants du cancer etc.).

### Entraînement et stratégies
- Commandes
  - "Paddles Up" (traduction: à vos pagaies): prêt à pagayer, la pagaie au-dessus de l’eau prête à entrer dans l’eau.
  - "Take it away" (traduction: en avant): commencer à pagayer.
  - "Let it run" (traduction: laissez aller): arrêter de pagayer et laisser le bateau glisser.
  - "Hold the boat" (traduction: arrêtez le bateau): placer les pagaies dans l’eau jusqu’à l’arrêt complet.
  - "Back it down": pagayer à reculons.
  - "Attention please": immerger la moitié de la pale de la pagaie en attendant le signal de départ.

- Générer de la puissance: cadence ou force de coup de pagaie ?

La puissance produite par le pagayeur est fonction de la cadence et de la force du coup de pagaie. Une cadence trop élevée réduit la force tandis qu’une trop grande force réduit la cadence (en supposant que les temps en l'air et d'immersion sont proportionnels). Chaque pagayeur atteint donc son efficacité maximum à un niveau donné de cadence et de force. C’est la somme de toutes ces efficacités individuelles qui va déterminer en fin de compte la vitesse du bateau.
On apprend en général à pagayer lentement avec force puis avec l’expérience, les coups de pagaie se font à une cadence plus élevée.
- le "Start »

Au « start", plusieurs stratégies sont possibles. Les équipes débutantes optent souvent pour un "10,15,10". Cela veut dire que l'équipe fait 10 coups en profondeur pour soulever le bateau et le mettre en marche. Par la suite, l'équipe fait 15 coups rapides, pour donner une vitesse appréciable à l'embarcation et fait 10 coups long et puissants pour conserver l'élan. À la suite de ce « start », l'équipe adopte un rythme qui lui convient et qui est adapté au type de course qu'elle fait (200 m, 100 m, etc.).
- le « Power »

Environ au milieu de la course ou lorsque le bateau commence à « couler » (le bateau ralentit), le barreur (steerer) peut appeler le power ou encore dans le jargon, le "pick-up". Cela consiste à donner des coups plus puissants pour redonner de la vigueur au bateau.
- le « Finish »

Le finish est appelé par le barreur lorsque le bateau arrive bientôt au fil d'arrivée. Le finish consiste à donner des coups plus puissants ou rapides(selon la stratégie de l'équipe) pour aller plus vite pour la fin de la course.

## Compétitions officielles organisées en France

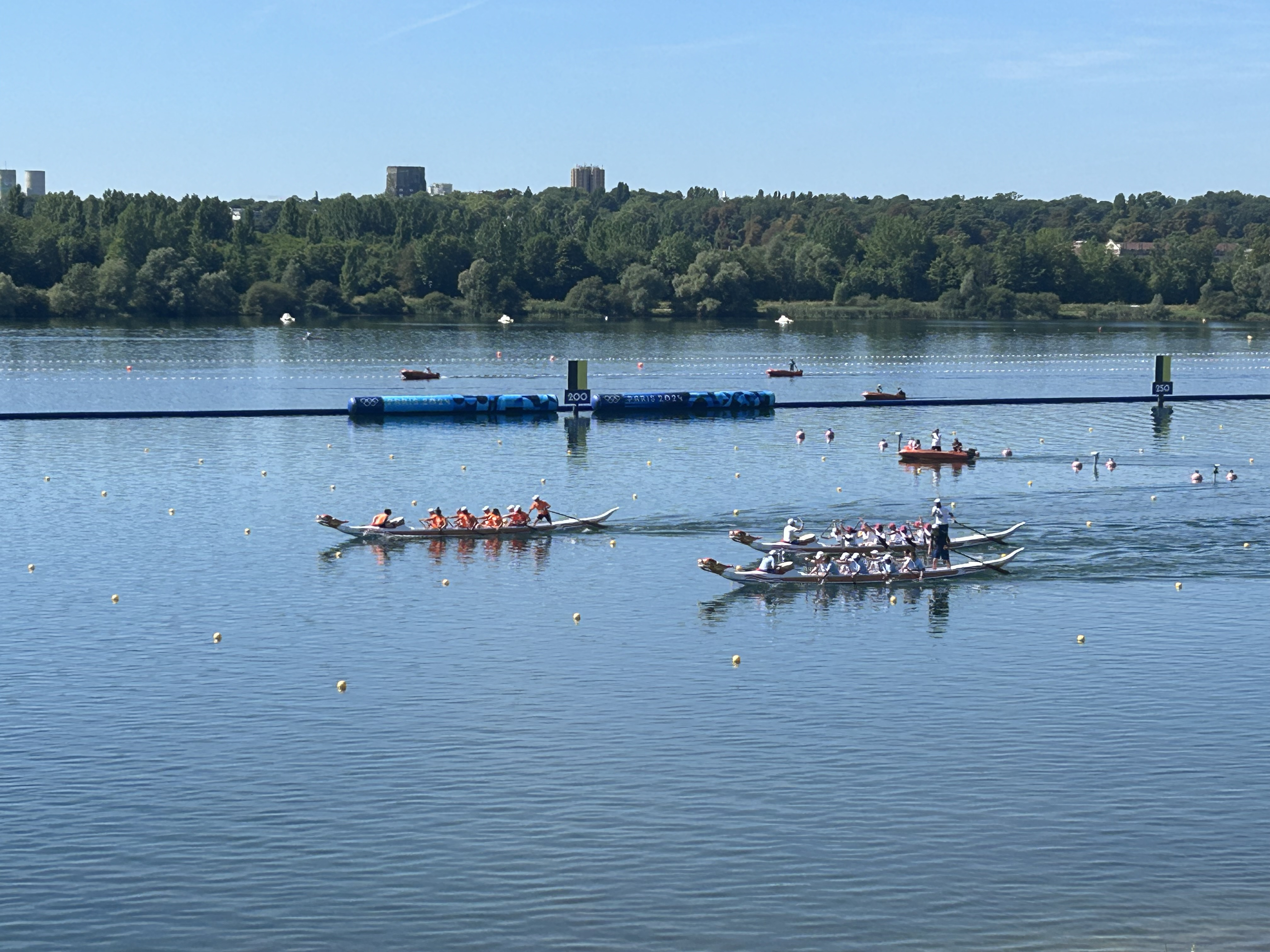
Course de bateaux dragons en démonstration durant les Jeux olympiques de Paris 2024

### 2007
Les Championnats du Monde des clubs sont organisés par le club de kayak de Gérardmer pour la Fédération Internationale de Canoë sur le lac de Gérardmer.

### 2017
Du 27 au 30 juillet 2017, la structure Dragon Boat Attitude organise, sur le lac de Divonne-Les-Bains, les 17èmes championnats d'Europe des clubs our la fédération Européenne de Dragon Boat.
Par la même occasion, les 11èmes Championnats du Monde Juniors des Nations ont été organisés pour la fédération Internationale de Dragon Boat.

### 2024
Des courses de démonstration sont organisées au stade nautique de Vaires-sur-Marne durant les Jeux olympiques de Paris.

## Principaux festivals
- Festival de Dragon Boat d'Annecy, Annecy, France [3]
- Corporate Games, Annecy, France [4]
- Taipei's Dragon Boat festival
- Quebec Cup, Montreal, Canada
- Dragon Boat Festival of China
- Armada cup, Bern, Suisse
- Coupe de France